# Acroria chloegrapha
Acroria chloegrapha là một loài bướm đêm trong họ Noctuidae.